# Roxana Scarlat
Roxana Scarlat, född den 3 januari 1975 i Bukarest, Rumänien, är en rumänsk fäktare som tog OS-silver i damernas lagtävling i florett i samband med de olympiska fäktningstävlingarna 1996 i Atlanta.